# Synaphosus raveni
Synaphosus raveni är en spindelart som beskrevs av Christa L. Deeleman-Reinhold 200. Synaphosus raveni ingår i släktet Synaphosus och familjen plattbuksspindlar.
Artens utbredningsområde är Thailand. Inga underarter finns listade i Catalogue of Life.